# 蚂蚁岛人民公社旧址
29°52′12.23″N 122°15′43.15″E / 29.8700639°N 122.2619861°E
蚂蚁岛人民公社旧址位于中国浙江省舟山市普陀区蚂蚁岛管委会蚂蚁岛村长沙塘路161弄2号，为中华人民共和国首个渔区人民公社蚂蚁岛人民公社所在地，建于1956年，建筑坐西朝东，建筑面积205.7平方米，为集“办公、会议、食堂”于一体的活动场所，2020年7月17日公布为舟山市文物保护单位，2023年6月29日公布为浙江省文物保护单位。